# Усть-Пёра
Усть-Пёра — село в Свободненском районе Амурской области, Россия. Входит в Дмитриевский сельсовет.

## География
Село Усть-Пёра стоит на правом берегу реки Большая Пёра, примерно в 7 км до впадения её в протоку Перская (правобережная протока реки Зея).
Село Усть-Пёра — спутник города Свободный, расположено к северу, вблизи автодороги Свободный — Углегорск, расстояние до центральной части районного центра — около 10 км.

## История
До 2 августа 2005 года была административным центром Усть-Пёрского сельсовета.
2 августа 2005 года в соответствии Законом Амурской области № 31-ОЗ муниципальное образование наделено статусом сельского поселения. Законом Амурской области от 9 ноября 2011 года N 555-ОЗ Усть-Перский сельсовет вошёл в состав Дмитриевского сельсовета.

## Население
| 2002 | 2010 | 2012 | 2013 | 2014 | 2015 | 2016 |
| ---- | ---- | ---- | ---- | ---- | ---- | ---- |
| 475  | ↘391 | ↗403 | ↗413 | ↗414 | ↘412 | ↘401 |
| 2017 | 2018 |      |      |      |      |      |
| ↘381 | ↘356 |      |      |      |      |      |

## Инфраструктура
- Усть-Пёра — станция Забайкальской железной дороги. Планируется реконструкция в рамках строительства Амурского газоперерабатывающего завода[12].